# Swinhoes ral
Swinhoes ral (Coturnicops exquisitus) is een vogel uit de familie van de Rallen, koeten en waterhoentjes (Rallidae). De vogel werd in 1873 door de Britse vogelkundige Robert Swinhoe geldig beschreven als Porzana exquisita. De Nederlandse naam is een eerbetoon aan de soortauteur. Het is een door habitatverlies kwetsbaar geworden vogelsoort in Oost-Azië.

## Kenmerken
De vogel is 13 cm lang. Het is een kleine, gedrongen, merendeels lichtbruin gekleurde ral. De vogel heeft onopvallende, smalle afwisselend kaneelkleurig en witte verticale strepen op borst en onderbuik. De kop rond het oog is meer grijs. Verder heeft de ral opvallende witte veren (armpennen) in de vleugel.

## Verspreiding en leefgebied
Deze soort komt voor in oostelijk Siberië en noordoostelijk China. De vogel broedt in het zuidoostelijk deel van Aziatisch Rusland, Noordoost-China en het noorden van Japan. De overwinteringsgebieden liggen zuidelijker, maar zijn niet nauwkeurig bekend, mogelijk in Mongolië, het zuiden van Japan en in Noord- en Zuid-Korea. De leefgebieden liggen in moerasachtig dicht begroeid terrein met graspollen en riet, in de buurt van rivieren en andere watertypen, maar ook in rijstvelden. De habitateisen zijn overigens niet exact bekend.

## Status
De grootte van de populatie werd in 2016 door BirdLife International grof geschat op 2,5 tot 10 duizend volwassen individuen. Waarschijnlijk nemen de populatie-aantallen af door habitatverlies. De leefgebieden wordt aangetast door drooglegging van moerasgebieden, waarbij natuurlijk terrein wordt omgezet in gebied voor intensief agrarisch gebruik en menselijke bewoning. Deze processen vinden plaats in zowel het broedgebied als in de overwinteringsgebieden. Om deze redenen staat deze soort als kwetsbaar op de Rode Lijst van de IUCN.